# Einsiedel (Chemnitz)
Einsiedel, Chemnitz-Einsiedel – dzielnica miasta Chemnitz w Niemczech, w kraju związkowym Saksonia. 